# Frank Black
Frank Black o Black Francis, pseudonimo di Charles Michael Kittridge Thompson IV (Boston, 6 aprile 1965), è un cantautore e chitarrista statunitense, giunto al successo, negli anni novanta, come frontman della band statunitense Pixies.
Nel 1993, dopo la separazione del gruppo, si avviò ad una carriera solista durante la quale ha pubblicato diversi album sotto il nome di Frank Black o Frank Black and the Catholics. Nel 2004 ha partecipato alla reunion dei Pixies con cui ha svolto diversi tour mondiali, pur continuando a pubblicare album da solista e dopo aver ri-adottato, nel 2007, il suo nome d'arte iniziale.

## Biografia

### Gli inizi
Charles Thompson nasce il 6 aprile 1965 a Boston città che lascia molto presto, assieme al resto della famiglia, per seguire prima il padre naturale (i suoi genitori si erano già separati per due volte quando Thompson era in prima elementare) e poi il patrigno, un uomo molto religioso legato alle Assemblee evangeliche di Dio
Si avvicina alla musica all'età di 11 anni quando i suoi genitori gli regalano la sua prima chitarra classica con cui inizia a suonare e a comporre le prime canzoni, influenzato dalla musica di Larry Norman, cantautore di christian rock, conosciuto in un campo estivo religioso a cui Thompson partecipa all'età di 13 anni.
Dopo il diploma di scuola superiore nel 1983, Thompson si iscrive alla facoltà di antropologia presso l'Università del Massachusetts a Amherst, dove fa la conoscenza di Joey Santiago I due, oltre a condividere una stanza nel campus dell'ateneo, sono entrambi chitarristi e hanno in comune l'interesse per la musica rock. Ben presto iniziano a suonare insieme e a provare a comporre musica propria fino a che, durante il suo secondo anno di college, Thompson si reca a Porto Rico dove, come parte di un programma di scambio universitario, trascorre sei mesi in un appartamento con uno "strano e psicotico compagno di stanza". In seguito molte delle canzoni dei Pixies si riferiranno proprio a queste sue prime esperienze giovanili.
Durante questo periodo Thompson medita di lasciare gli studi, convincendo il suo amico Santiago a unirsi a lui per formare una band e trascorrendo praticamente tutto il 1984 a comporre canzoni con la sua chitarra acustica e a scrivere testi durante i suoi spostamenti in metropolitana

### Pixies
Poco dopo il ritorno in Massachusetts, Thompson, che nel frattempo ha definitivamente lasciato il college, si trasferisce a Boston con Joey Santiago e, nel gennaio del 1986, i due costituiscono il primo nucleo dei Pixies a cui si aggiunge Kim Deal, reclutata una settimana dopo tramite un annuncio in cui si cercava una bassista appassionata di Peter, Paul and Mary e Hüsker Dü. Pur non avendo mai suonato lo strumento prima, la Deal ottiene la parte ed il gruppo viene completato con l'inserimento del batterista David Lovering, assunto su raccomandazione del marito della Deal.
Con questa formazione, verso la metà del 1986, il neonato gruppo si trasferisce nella sala prove attrezzata nel garage dei genitori di Lovering e, dopo poco, inizia ad esibirsi dal vivo nei piccoli locali della zona di Boston dove, durante un concerto assieme alle Throwing Muses, la band è notata dal produttore Gary Smith che decide di produrre il loro primo demo-tape: Purple Tape. Registrato nel marzo del 1987 e finanziato dal padre di Thompson (che nel frattempo ha deciso di chiamarsi semplicemente Black Francis o Frank Black) al costo di 1000 dollari il demo finisce poi nelle mani di Ivo Watts-Russell, proprietario della casa discografica 4AD che decide di ingaggiare la band e pubblicare il loro primo lavoro ufficiale, l'EP Come on Pilgrim.
Scritto quasi interamente da Francis (tradizione che si ripeterà anche nei successivi lavori dei Pixies) il disco mette in mostra la propensione della band a combinare vari linguaggi musicali fra power pop, garage rock e acid rock e le capacità di compositore di Francis che evidenzia la sua vocazione ai contenuti estremi nei testi, talvolta autoironici o anche surreali e demenziali. Tematiche controverse come l'incesto, la frustrazione sessuale, i riferimenti religiosi si accompagnano alla sorprendente estensione vocale di Francis, che spazia dall'urlato alle semplici e tradizionali melodie.
Nel 1988 la band pubblica il primo vero album sulla lunga distanza, Surfer Rosa che, musicalmente ripropone il sound tipico del gruppo, con un garage-rock stravolto da contrasti estremi tra riff distorti, ritmi spasmodici e urla isteriche da una parte e ritornelli pop e melodie contagiose dall'altra e che guadagna loro il successo di critica e pubblico, piazzandosi al numero 2 nella Official Independent Chart e rimanendo per ben 60 settimane in classifica.
Il 17 aprile 1989 esce Doolittle, secondo album in studio in cui il rock abrasivo e acido dei primi dischi è tramutato in un più classico e lineare power pop ma che suscita sempre reazioni molto positive di pubblico e critica, raggiungendo la posizione numero otto della Official Albums Chart, segnando il vertice della popolarità dei Pixies. Durante questo periodo, Francis aumentò il suo controllo musicale sul gruppo, limitando al minimo l'apporto della Deal sia dal punto autoriale sia interpretativo, e le tensioni tra i due crebbero tanto che la bassista viene quasi licenziata dalla band. I contrasti continuano per tutto il tour promozionale negli Stati Uniti al punto che, immediatamente dopo la data finale di New York, i Pixies annunciano la comune decisione di interrompere momentaneamente l'attività. Francis si trasferisce a Los Angeles, prima di iniziare un breve tour da solista.
Raggiunto l'apice della popolarità ma minati soprattutto dalle lotte intestine tra Francis e la Deal, i Pixies sembrano aver perso gran parte della fantasia e della sfrontatezza dei lavori precedenti e si trovano ad un passo dalla definitiva separazione. La band trova però il modo di pubblicare altri due album: Bossanova, uscito nel 1990, venne quasi interamente elaborato in studio di registrazione e preceduto da sole due settimane di prove, e poi, nel 1991, Trompe le Monde che, interamente scritto da Francis e prodotto da Gil Norton, viene registrato a gruppo oramai praticamente sciolto. Entrambi i lavori vedono musicalmente un ritorno alle sonorità aggressive dei primi lavori, pur senza lo smalto e l'originalità contenuta in quei dischi. Miscele punk e hard-rock, ritornelli elementari sventrati dalla violenza di urla e chitarre distorte i dischi sfruttano al massimo la sperimentata combinazione tra le varie personalità della band di Boston, fondendo garage rock, pop melodico e armonie caotiche e dissonanti.

### Carriera solista
Dopo la rottura, Francis avvia la sua carriera solista, pubblicando tre album sotto il nome di Frank Black (invertendo il suo nome d'arte Black Francis) che segnano un progressivo allontanarsi dallo stile dei Pixies verso una composizione con un approccio più maturo e meno aggressivo e con un'impronta più folk e country, ma con un modesto successo commerciale.
Il primo album, intitolato semplicemente Frank Black, è registrato all'inizio del 1993 e pubblicato nel marzo dello stesso anno; è ancora simile nello stile, sia musicalmente che liricamente, agli ultimi lavori dei Pixies. L'anno seguente Black pubblica il suo secondo disco solista, un doppio album intitolato Teenager of the Year che, uscito nel maggio del 1994, gli procura un discreto successo nelle playlist rock alternative. Registrato assieme al batterista Vincent e a Lyle Workman alla chitarra solista, il disco segna l'allontanamento dal suo stile con i Pixies, in favore di canzoni che coprono una vasta varietà di generi e argomenti.
Abbandonata nel 1995 l'etichetta 4AD, Black continua a scrivere nuovo materiale e, nel 1996, pubblica The Cult of Ray per l'etichetta American Recordings di Rick Rubin. L'album segna una svolta dalle produzioni elaborate dei suoi primi lavori solisti ed è registrato principalmente in tempo reale con poche sovraincisioni. La band utilizzata per questo album vede Lyle Workman alla chitarra solista, insieme al bassista David McCaffrey e a Scott Boutier alla batteria.

### Frank Black and the Catholics
Dismessi i panni da solista, nel 1997 Thompson forma la band Frank Black and the Catholics (assieme a Scott Boutier, Eric Drew Feldman, Rich Gilbert, David McCaffrey e Dave Phillips) con cui pubblica, nello stesso anno, un primo album omonimo, registrato dal vivo a due tracce (inizialmente come un semplice demo) e senza ulteriore produzione, seguito poi da Pistolero nel 1999, Dog in the Sand nel 2001, Black Letter Days e Devil's Workshop entrambi nel 2002, Show Me Your Tears nel 2003 e Frank Black Francis nel 2004. Anche quando i Pixies si riformano, nel 2004, Francis continua la carriera da solista, pubblicando (fino al 2011) altri otto album.

### La reunion con i Pixies
Nel 2003, dopo una serie di telefonate, i quattro componenti della band organizzano una serie di prove; un anno più tardi, il 3 febbraio 2004, viene annunciata la conferma ufficiale della volontà di riunirsi per un tour mondiale.
Il tour inizia il 13 aprile 2004 con un concerto al Fine Line Music Cafe di Minneapolis, a cui fanno seguito altre date negli Stati Uniti, in Canada, Brasile, Europa, Giappone e di nuovo Stati Uniti e che termina il 18 dicembre 2004 con l'esibizione all'Hammerstein Ballroom di New York. L'inaspettato successo del tour fa incassare oltre 14 milioni di dollari in biglietti venduti.
Il 15 giugno del 2004, esclusivamente per la vendita digitale tramite iTunes, la band pubblica Bam Thwok, la prima canzone inedita dai tempi di Trompe le Monde e scritta interamente da Kim Deal, raggiungendo la posizione numero uno della Official Downloads Chart, la classifica ufficiale dei singoli e degli album più venduti in formato digitale nel Regno Unito.
Il 26 maggio 2005, a Portland, i Pixies iniziano un nuovo tour in Nord America, a cui seguirono esibizioni in diversi festival estivi come il Lollapalooza e i festival di Reading e Leeds, mentre il successivo 4 agosto la band si esibisce per la prima volta in un set acustico al The Egg di Albany, nello stato di New York, replicando due giorni dopo al Newport Folk Festival. Dal 2005 i Pixies continuano a suonare dal vivo fino alla fine del 2011.
Nel 2008 Francis e sua moglie Violet Clark formano i Grand Duchy, una band art-rock con influenze elettroniche debuttando, nel 2009, con l'EP Lovesick, seguito da due album: Petits Fours, sempre nel 2009 e Let The People Speak, uscito nel 2012.

## Discografia

### Come Frank Black
- 1993 - Frank Black
- 1994 - Teenager of the Year
- 1996 - The Cult of Ray
- 2000 - Oddballs (raccolta)
- 2004 - Frank Black Francis
- 2005 - Honeycomb
- 2006 - Fast Man Raider Man
- 2006 - Christmass
- 2007 - Frank Black 93-03 (raccolta)

### Come Black Francis
- 2007 - Bluefinger
- 2008 - Sv n F ng rs
- 2010 - The Golem
- 2010 - NonStopErotik
- 2011 - Abbabubba
- 2011 - Paley & Francis
- 2011 - Abbabubba

### Con i Frank Black and the Catholics
- 1998 - Frank Black and the Catholics
- 1999 - Pistolero
- 2001 - Dog in the Sand
- 2002 - Black Letter Days
- 2002 - Devil's Workshop
- 2003 - Show Me Your Tears
- 2006 - One More Road for the Hit (raccolta)
- 2006 - Snake Oil (raccolta)

### Con i Grand Duchy
- 2009 - Petits Fours
- 2012 - Let The People Speak